# Віковий дуб (Херсон)

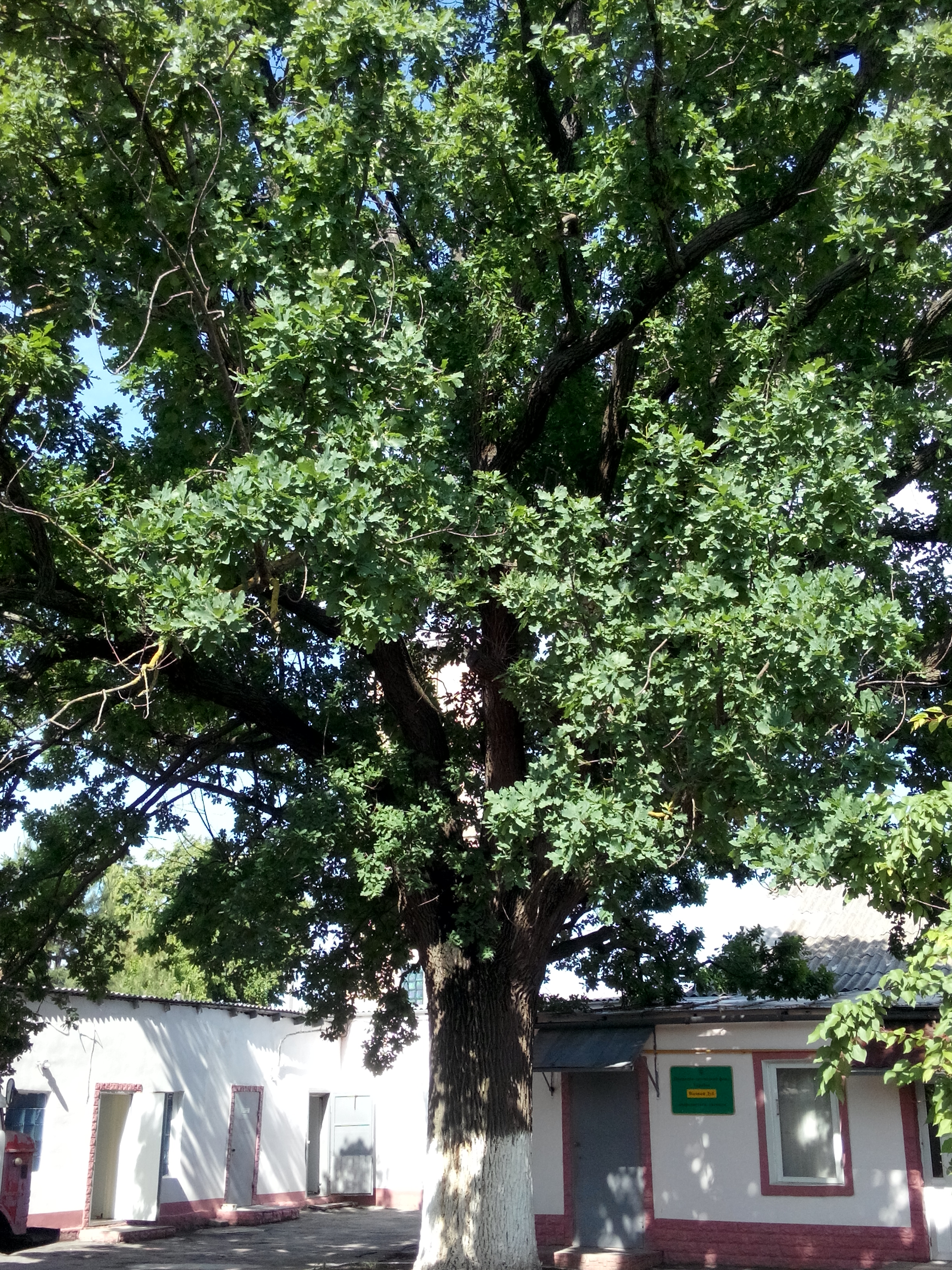
М. Херсон, вул. Ломоносова, 75. Віковий дуб

Віковий дуб — належить до виду дуб звичайний та розташований біля пожежної частини райвідділу поліції Корабельного району (м. Херсон, вул. Ломоносова, 75).
Рішенням Обласного виконкому від 2.03.1972 № 100/4 дуб має статус заповідного об'єкта.

## Історична цінність об'єкта
Територія на якій розташовується дуб має багату історію. Пожежна частина у віданні якої належить дуб була заснована ще в 70-х роках ХІХ ст. і була першою в передмісті (на той час) міста Херсон — Забалка. Спочатку пожежна частина була дерев'яною, у тому числі і каланча. З часом дерев'яна каланча зіпсувалась і на її місці за рішенням Херсонської міської думи від 27 квітня 1887 року було збудовано кам'яну пожежну вежу висотою у 7 сажень, яка до цих пір збереглася. Поряд з пожежною частиною розташовується старовинний Свято-Миколаївський собор.

## Опис
Опис був здійснений у 2012 році, професором  Херсонського державного університету, І. І. Мойсієнко.
Вік — 120 років; Висота — 22 м. На висоті 1,3 м від землі периметр стовбура — 4,28 м діаметр стовбура — 1,28 м; розміри крони: висота крони (відстань від першого живого сучка до вершини — 16,5 м ; найбільша ширина крони: з сходу на захід — 25. Крона парасолькоподібної конструкції — на висоті 5-6 м від головного стовбура практично з одного місця (подібно як у парасолі) відходить 7 крупних скелетних гілок і кілька менших. Форма крони — півкругла, дещо асиметрична (за рахунок випадіння крупної скелетної гілки з південно-західного боку).
Стан рослин — задовільний. Плодоношення — середнє.
Пам'ятка природи дуб черешчатий знаходиться у внутрішньому дворі пожежної частини. Тобто дерево відгороджене від вулиці, і тому є досить захищеним від вільного доступу мешканців. Дерево розташовується серед заасфальтованого майданчика. Однак безпосередньо навколо стовбура розташовується квадратної форми ділянка відкритого ґрунту площею близько 10 м2, яка обмежена по периметру бетонним бордюром 10 см заввишки. На стіні будинку біля дерева встановлена інформаційна табличка. З трьох боків (крім східного) дерево оточене одноповерховими будівлями на відстані 1,5 (схід) та близько 10 (північ-південь) метрів. Нижні гілки дерева досить близько нависають над дахом будівлі, та принаймні одна з них треться об дах (що може привести до її пошкодження та зараження). Стовбур дерева прямий. Крона в цілому півкругла, з проймою в південно-західній частині (за рахунок випадіння крупної скелетної гілки). У кроні є кілька мертвих гілок, деякі з них вражені грибом. Також кілька молодих плодових тіл трутового гриба є в нижній частині стовбура. Через наявність сухих гілок та грибкового захворювання стан дуба визначений як задовільний.

## Сучасний стан
Дуб перебуває в задовільному стані. Дерево загороджене, за ним проводиться належний догляд.